# Motor rotativo sin pistones
Un motor rotativo sin pistones es un motor de combustión interna que no utiliza pistones, de la misma forma que un motor alternativo, pero que en su lugar usa rotores, también llamados pistones rotativos. Un ejemplo de motor rotativo sin pistones es el motor Wankel.
El término motor de combustión rotativo fue sugerido como un nombre alternativo a este tipo de motores, para distinguirlos de los motores de aeronaves y motocicletas (que surgieron a principios de 1920), también llamados motores rotativos. Sin embargo, ambos se siguen determinando como "motores rotativos", diferenciándose únicamente por su contexto.

## Motores rotativos sin pistones
El concepto básico de un motor rotativo sin pistones era evitar el movimiento del pistón y su vibración así como la tensión mecánica generada en relación con la velocidad. En 2006, el motor Wankel fue el único motor rotativo sin pistones que tuvo éxito, pero varios se propusieron conceptos similares en distintas fases de desarrollo. Ejemplos de motores rotativos:
Fase de producción
- El motor a vapor esférico del siglo XIX de Beauchamp Tower (teóricamente adaptable para funcionar con combustión interna)
- El motor Wankel

Fase de desarrollo
- El motor Baylin[1]
- El motor Engineair
- El motor LiquidPiston
- El motor sin cigüeñal Archivado el 24 de enero de 2021 en Wayback Machine.
- El motor Hamilton Walker
- El motor rotativo Libralato de ciclo Atkinson
- El cuasiturbina
- El motor IRIS Ramgen
- El motor rand cam de levas
- El motor RKM (en alemán: RotationsKolbenMaschine)
- El motor orbital Sarich
- El motor tridina[2]
- El mototurbina radial de Jean Claude Lefeuvre
- El motor Jonova
- El motor rotor lobular Renault-Rambler (patente española n.º 0313466)

Fase conceptual
- El motor Gerotor
- El motor rotativo de José-Ignacio Martín-Artajo, SI
- El motor rotativo de José María Bosch-Barata (patentes españolas n.º 0228187, 0254176 y 0407242)
- El motor de Cruz-Antonio López-Contreras (Cross Aeronautics, Huelva, España)